# La ultima esperanza
La ultima esperanza (lit. A última esperança) é uma telenovela mexicana produzida por Eugenio Cobo para a Televisa e exibida pelo Canal de las Estrellas entre 1 de fevereiro e 14 de maio de 1993. 
Foi protagonizada por Mariana Levy e Alberto Mayagoitia e antagonizada por Pedro Armendáriz Jr. e Cecilia Gabriela.

## Enredo
"A Última Esperança" é um bairro marginal onde convivem pessoas humildes e trabalhadoras e outras que não o são tanto. Aqui vive Estelita, uma jovem órfã de mãe que procura trabalho sem cessar e trata de sacar adiante a seu pai, alcohólico e depresivo. 
Empreendedora, vital e bondosa, Estelita conhecerá a Daniel, um jovem e milionário playboy dedicado aos romances fugaces e à boa vida que lhe outorga o dinheiro em grande estilo, dinheiro que herdou de seus falecidos pais. Daniel apaixona-se imediatamente dela, quem não é como as demais mulheres às que acostuma tratar, mas escolhe um caminho pouco acertado para chegar a seu coração: fazer-se chamar Ángel e fingir ser um pobre mais do bairro.
Alejandro, o tio de Daniel, é um empresário milionário e prestigioso que aos olhos de todo mundo, passa por um homem intachable que tem lavrado sua fortuna a base de trabalho duro. Mas o homem possui uma dupla vida: pela noite põe-se peluca e bigote postizo, roupa chillona e jóias para manejar uma boite e negócios clandestinos. 
Daniel desconhece por completo os negócios sujos de seu tio, e Alejandro aproveitar-se-á disto para se apropriar da "Última Esperança", terreno que lhe pertence a Daniel; mediante um negócio fraudulento, Alejandro tentará arrebatar-lho para derrubar as moradias e construir uma lucrativa zona residencial.

## Elenco
- Mariana Levy - Estelita
- Alberto Mayagoitia - Daniel Burana / Ángel Pérez
- Pedro Armendáriz Jr. - Alejandro Burana / Armando Merino
- Salvador Sánchez - Pancho
- Cecilia Gabriela - Jennifer
- Luis Gatica - José
- Elsa Cárdenas - Ninfa
- Miguel Pizarro - Padre Juan Lamparero
- Jaime Lozano - "El Gallo"
- Héctor Ortega - Don Moy
- Jesús Arriaga - Manuel Prieto "El Piraña"
- Coco Levy - Pablo
- Juan Carlos Serrán - Mariano
- Eugenio Cobo - Sócrates
- José Suárez - Luis Cebellos "El Caireles"
- Carolina Guerrero - Polita Ríos
- Patricia Hernández - Gloria Chávez
- Adalberto Parra - Fraga
- Bárbara Gil
- Azucena Rodríguez
- Silvia Suárez
- Florencia Ferret - Nora
- Héctor Parra - Tte. Ramos
- Rosita Pelayo - Melanie
- Klaus Feldman - Jacobo
- Jorge Páez - Kid